# コナー・ブレイズ
コナー・ブレイズ（Connor Braid、1990年5月31日 - ）は、カナダのラグビー選手。

## プロフィール
- カナダ・ビクトリア出身。
- ポジションはスタンドオフ(SO)、センター(CTB)。
- 身長 182cm、体重 98kg
- U20カナダ代表に選ばれたことがある[1]。
- カナダ代表通算キャップ数は26でワールドカップ2015のカナダ代表に選ばれた[2]。
- 7人制カナダ代表に選ばれたことがある[3]。

## 略歴
BCベアーズ、ドンカスター・ナイツ、グラスゴー・ウォリアーズ、ロンドン・スコティッシュFCを経て、2016年、ウスター・ウォリアーズに加入。
2021年、東京五輪の7人制カナダ代表スコッドに選ばれた。同年9月、現役を引退した。